# Raffaele Coppola
Raffaele Coppola (Roma, 24 novembre 1942) è un giurista italiano.
Direttore del Centro di Ricerca "Renato Baccari" del Dipartimento di Giurisprudenza dell'Università degli studi di Bari, è membro del Corpo degli avvocati della Santa Sede, per il foro canonico e civile, nonché avvocato della Curia romana e del Tribunale apostolico della Rota, patrocinante in Cassazione e nelle altre giurisdizioni superiori della Repubblica Italiana.
Nel 2013 è stato nominato Promotore di Giustizia della Corte d'Appello dello Stato della Città del Vaticano, da Papa Francesco, incarico che ha conservato sino ad aprile 2019. È patrocinante presso tutti gli Organi giudiziari del Vaticano, ivi compresa la Cassazione.
Ha al suo attivo circa trecento pubblicazioni scientifiche tra monografie, saggi ed articoli vari.

## Biografia
Coppola è discendente dell'armatore Francesco Coppola, conte di Sarno e grande Ammiraglio del Regno di Napoli, che nel settembre 1481, insieme con il padre Loise, fu determinante nella liberazione della città di Otranto dagli ottomani.
Dopo gli anni del liceo classico presso la Scuola militare Nunziatella di Napoli, si è impegnato negli studi presso l’Università di Roma "La Sapienza", dove ha conseguito, nel 1968, la laurea in giurisprudenza sotto la guida di docenti quali D’Avack, Gismondi, Satta, e presso la Pontificia Università Lateranense, dove ha conseguito, nel 1991, il dottorato in diritto canonico. Ha completato, infine, la sua formazione, con soggiorni di studio, presso le Università Ludwig Maximilian di Monaco, di Friburgo, di Parigi, di Madrid e di Salamanca, entrando in contatto con personaggi come Lamberto de Echeverría ed Eugenio Corecco.

## Attività scientifica ed accademica
Coppola ha svolto l’intera attività scientifica e accademica nell’Università degli Studi di Bari Aldo Moro; nominato professore ordinario del settore scientifico-disciplinare IUS/11 (Diritto canonico ed ecclesiastico) il 1º novembre 1994, è stato poi eletto primo direttore del Dipartimento giuridico delle Istituzioni, Amministrazione e Libertà (in carica dal 1999 al 2002). Di seguito è stato nuovamente chiamato a dirigerlo dal 2008 al 30 settembre 2012 fino all'assorbimento nel Dipartimento unico di Giurisprudenza.
Nel 2012 ha creato il Centro di Ricerca per lo studio del diritto canonico e del diritto ecclesiastico intitolato a Renato Baccari, che era stato suo maestro e uno dei cofondatori della Facoltà giuridica barese, insieme con i professori Pasquale Del Prete e Francesco Maria de Robertis. A fronte della grave crisi economica mondiale, il Centro ha inteso sposare le principali correnti etiche del diritto circa il problema del debito (pubblico, privato, internazionale), con particolare riferimento alla "Carta di Sant'Agata de' Goti" del 1997, di cui Coppola è stato uno dei principali redattori, ed alle encicliche Caritas in veritate di Benedetto XVI e Laudato si'  e Fratelli tutti di Francesco.
I contatti sul piano scientifico con Pierangelo Catalano e con la sua scuola hanno condotto Coppola all'approfondimento di tematiche legate ai rapporti fra diritto canonico, diritto ecclesiastico e diritto romano anche sul terreno operativo, specialmente con riferimento al debito internazionale e al processo di pace in Terra santa. Altri studi concernono, in questa linea, la dottrina della Terza Roma; l'esclusivismo degli ordinamenti religiosi; l'appartenenza dei beni e l'usura nell'insegnamento e nel diritto della Chiesa cattolica; inizio dell'individuo, aborto e stato di necessità; i matrimoni misti nel pensiero dei canonisti costantinopolitani del XII secolo; gli aspetti giuridici della santità nell'età antica in Oriente e in Occidente; poteri dello Stato, Chiesa cattolica e confessioni religiose nella Costituzione italiana; la politica ecclesiastica di Costantino I ed il suo culto specialmente in Oriente; “consensus” e “utilitas” come elementi di identificazione del popolo di Dio in Agostino d'Ippona, che trae ispirazione dal pensiero di Cicerone; il ruolo della Chiesa di Bari nella storia della città; il dialogo tra le culture, segnatamente nel quadro dei rapporti fra Cristianesimo e Islam, secondo gli ultimi sviluppi del pensiero di Benedetto XVI e di Francesco.

### La laicità dello Stato
A Coppola va ricondotto il successo di un’inedita interpretazione del principio di laicità dello Stato (cosiddetta laicità relativa, storica e ponderata), formulata in vari lavori, originata dal dibattito sul Crocifisso negli spazi pubblici, specialmente in Forum di Quaderni Costituzionali (2001–2002–2004–2006). Il concetto è stato ripreso dal Consiglio di Stato nella sentenza n. 556 del 13 febbraio 2006, che costituisce un punto fermo nella controversia sui simboli religiosi, risolta in senso favorevole alla conservazione del Crocifisso alla luce dei valori su cui lo Stato italiano si fonda, raccolti ed espressi nella Costituzione (articoli 2, 3, 7, 8, 19, 20). Il caso è stato definitivamente chiuso con la sentenza sulla vicenda del caso Lautsi dalla Grande Chambre della Corte di Strasburgo nel 2011.
I punti principali di questa teoria risiedono nell’estensione del ragionamento ai valori complementari di uguaglianza e libertà (costituenti insieme con la laicità il fondamento del diritto ecclesiastico italiano) e nei risultati specifici della ricerca intorno alla “relatività” dei valori giuridici presi in considerazione, «movendo dal terreno applicativo, per l’impressionante analogia con le valenze dell’analogo principio operante sul piano storico-filosofico e segnatamente nel campo della fisica galileiana ed einsteniana».

## Incarichi
È patrocinante presso la Cassazione dal 1994, Avvocato del Tribunale della Rota per rescritto pontificio dal 1996, della Curia Romana dal 1998, nonché Avvocato della Santa Sede ad utrumque forum dal 2012 e infine della Cassazione Vaticana dal 2020. L'attribuzione del titolo rotale per rescritto pontificio è stata concessa pochissime volte nel Novecento (emblematico il caso di Arturo Carlo Jemolo) e, da ultimo, solo a tre Cardinali, a titolo onorifico.
Dal 4 giugno 2013 al 10 aprile 2019 ha ricoperto l’ufficio di Promotore di Giustizia, cioè di Procuratore generale della Corte d'Appello dello Stato della Città del Vaticano.
È socio fondatore dell’Associazione Canonistica Italiana e socio promotore dell’Istituto di Studi e Programmi per il Mediterraneo, che detiene la Segreteria della “Conférence Permanente des Villes Historiques de la Méditerranée”.  È componente del Comitato scientifico di diverse riviste di diritto ecclesiastico.

## Riconoscimenti
Il 9 aprile 2019 il Consiglio comunale di Venosa gli ha conferito la cittadinanza onoraria, dando atto dei legami, che avevano contribuito a forgiarne «il rilievo identitario in momenti particolari della sua storia», per la diretta discendenza da Francesco Coppola. La cerimonia di conferimento è avvenuta il 7 maggio 2019, nel contesto di un incontro nazionale di studio sulla figura cristiana e politica di Aldo Moro.
L’accenno di cui sopra riguarda la Congiura dei baroni, da ricollegare alla lotta dei feudatari inglesi per la Magna Charta. La delibera fa altresì riferimento alla valorizzazione della personalità e dell’opera del Card. Giovanni Battista De Luca (il più grande giurista del ‘600); all'impulso dato per l’ingresso di Venosa nella “Conférence Permanente des Villes Historiques de la Méditerranée”; al disegno, infine, di sviluppi in favore della stessa nelle relazioni con Betlemme e Gallipoli.

## Opere
Tra le opere monografiche si segnalano:
- Intorno al concetto di anormalità dell'atto amministrativo canonico, in Biblioteca «Monitor Ecclesiasticus», n. 48, Napoli, 1975.
- Introduzione del divorzio e sue conseguenze in Italia, Consejo Superior de Investigaciones Cientificas, Salamanca, 1980 ISBN 8400046900.
- Il nuovo accordo tra Italia e Santa Sede, Milano, Giuffrè, 1987 (curatela) ISBN 8814012741.
- Formazione della norma, non esigibilità e dimensione personale del diritto penale nell'ordinamento canonico, Cacucci, Bari, 1991.
- I princìpi della Corte costituzionale in materia ecclesiastica (venticinque anni di attività), in «Atti dell'Istituto di diritto pubblico della Facoltà di giurisprudenza» - Università di Bari, Giuffrè, Milano, 1992.
- La non esigibilità nel diritto penale canonico - Dottrine generali e tecniche interpretative, Pubblicazioni della Facoltà giuridica dell'Università di Bari, Cacucci, Bari, 1992.
- Incontro fra canoni d'Oriente e d'Occidente, in «Atti del congresso internazionale», 3 voll., Cacucci, Bari, 1994 (curatela).
- A quarant'anni dal volume di Francesco Zanchini di Castiglionchio. La chiesa come ordinamento sacramentale, Pellegrini, Cosenza, 2012 ISBN 8881019833.
- Laicità e dimensione pubblica del fattore religioso. Stato attuale e prospettive, in «Atti del 1º Convegno nazionale di studi A.D.E.C.», Cacucci, Bari, 2012 (curatela insieme a C. Ventrella) ISBN 8866111392.
- Proceedings of the International Congress “Particular Laws and Current Issues in the Church”  in «Kanon XXIII - Partikularrecht», Hennef, 2014 (curatela).
- L'editto di Costantino 1700 anni dopo, Cacucci, Bari, 2015 (curatela con C. Ventrella) ISBN 8866114766.
- Alla riscoperta del cardinale Giovanni Battista De Luca, Giureconsulto, Osanna Edizioni, Venosa, 2016 (curatela con E. M. Lavoràno) ISBN 8881674831.